# Bruno Landi
Pour les articles homonymes, voir Landi.
Bruno Landi, né le 5 décembre 1928 à Ameglia et mort le 13 juin 2005 à La Spezia, est un coureur cycliste italien.

## Biographie
Professionnel de 1953 à 1957, il a remporté une édition du Tour de Lombardie.

## Palmarès

### Palmarès amateur
- 1948
  - 3e du Trofeo Attilio Strazzi
- 1950
  - 3e du Trofeo Banfo
- 1952
  - Milan-Tortone

### Palmarès professionnel
- 1953
  - Tour de Lombardie
- 1954
  - La Nazionale a Romito Magra
  - 2e de la Coppa Sabatini
  - 4e du Tour de Lombardie
- 1955
  - 3e du Trofeo Fenaroli

### Résultats dans les grands tours

#### Tour d'Espagne
1 participation
- 1955 : abandon